# Isopyrum ludlowii
Isopyrum ludlowii är en ranunkelväxtart som beskrevs av Michio Tamura och Lauener. Isopyrum ludlowii ingår i släktet vitsippsrutor, och familjen ranunkelväxter. Inga underarter finns listade i Catalogue of Life.